# 프랑스 지문자
프랑스 지문자(French manual alphabet)는 프랑스 수화에서 알파벳을 나타내는 지문자이다.

## 손동작

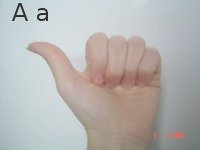
A
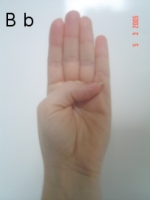
B
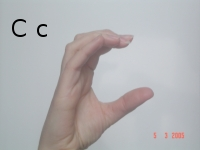
C (측면에서 본 모습)
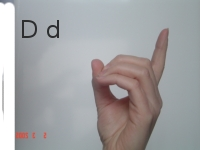
D (측면에서 본 모습)
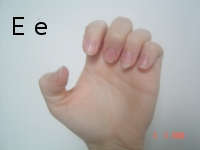
E
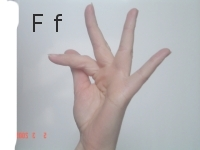
F (측면에서 본 모습)
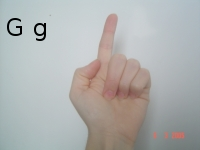
G
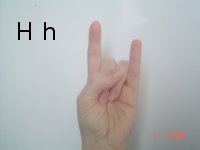
H
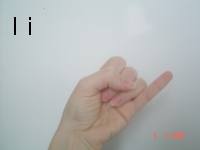
I
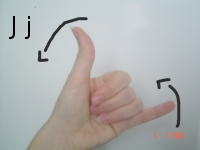
J
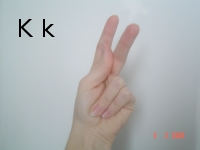
K
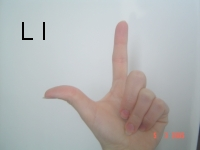
L
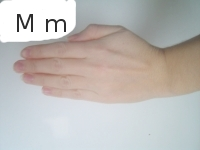
M
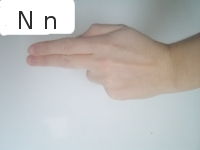
N
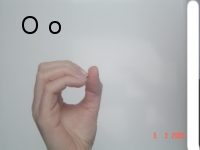
O (측면에서 본 모습)
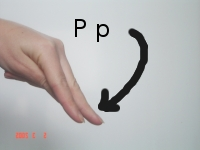
P (측면에서 본 모습)
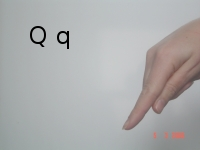
Q (측면에서 본 모습)
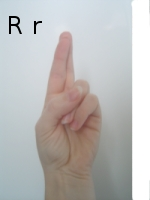
R
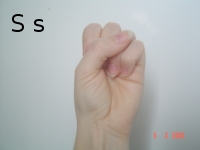
S
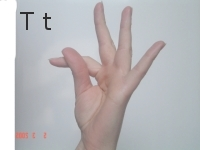
T (측면에서 본 모습)
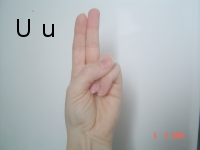
U
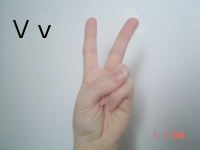
V
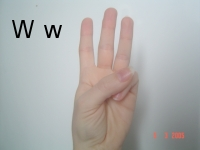
W
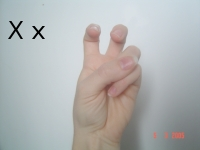
X
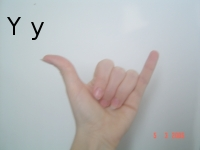
Y
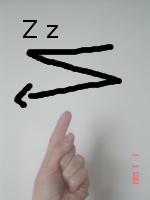
Z

## 같이 보기
- 미국 지문자